# Sarasota Metropolis Football Club
O Sarasota Metropolis FC é um clube de futebol que compete na USL League Two. 

## História
Em 2019, durante sua temporada de estreia, o clube ficou em sétimo da Divisão Sudoeste e não conseguiu se classificar para os playoffs 